# Rytkutschi
Rytkutschi (russisch Рыткучи; tschuktschisch Ырыткучътн) ist ein Dorf (selo) im Autonomen Kreis der Tschuktschen (Russland) mit 517 Einwohnern (Stand 14. Oktober 2010).

## Geographie

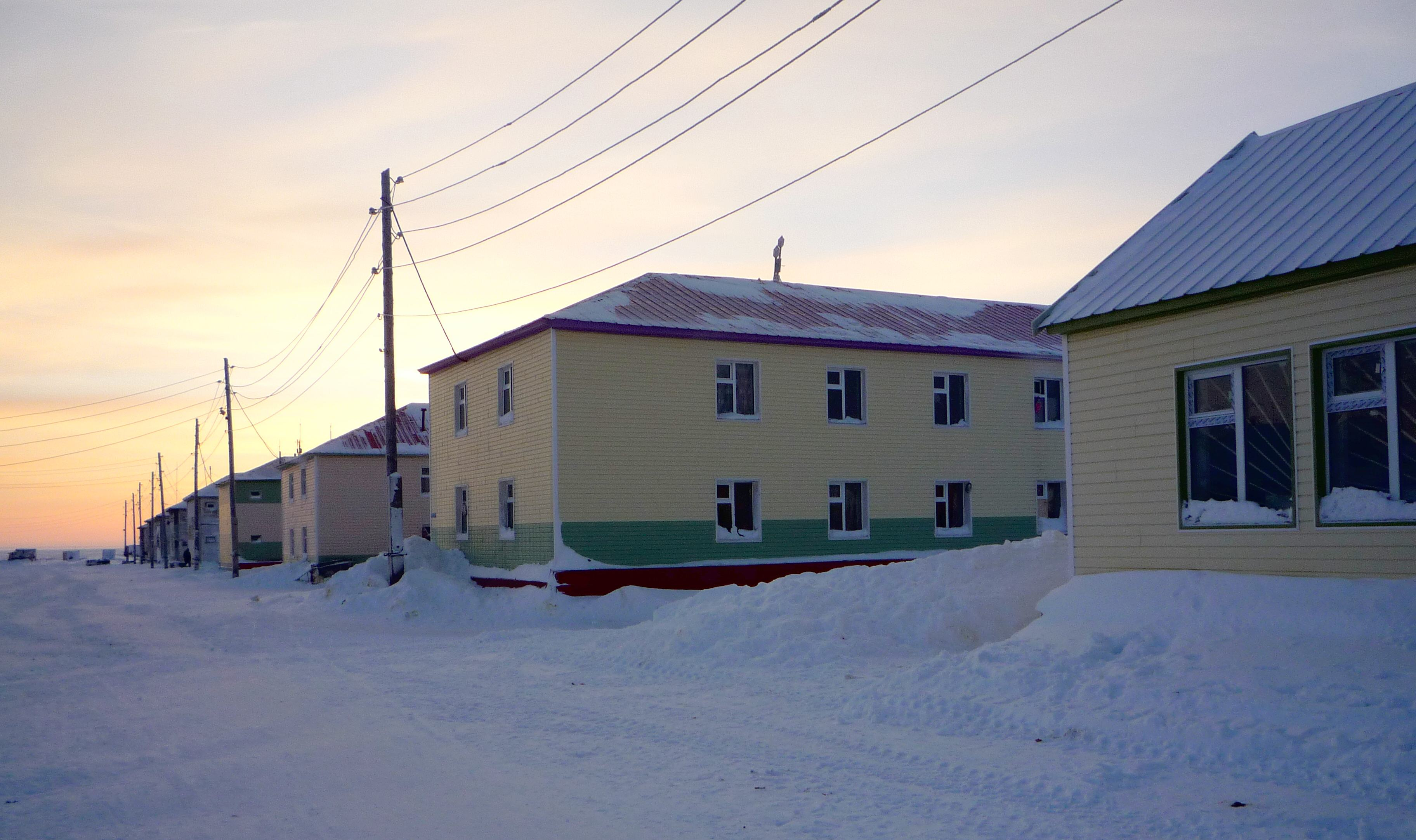
Neue Wohnhäuser in Rytkutschi (Januar 2011)

Der Ort liegt etwa 550 km Luftlinie nordnordwestlich des Kreisverwaltungszentrums Anadyr. Er befindet sich unweit des südöstlichen Ufers der Tschaunbucht der Ostsibirischen See, am rechten Ufer eines gemeinsamen Mündungsarmes von Tschaun und Paljawaam wenig unterhalb der Einmündung des rechten Nebenflusses Rytkutschin.
Rytkutschi gehört zum Stadtkreis Pewek und befindet sich knapp 90 km südlich der Stadt. Der Stadtkreis wurde 2015 aus dem vormaligen Tschaunski rajon gebildet, innerhalb dessen Rytkutschi einzige Ortschaft und Sitz der Landgemeinde (selskoje posselenije) Rytkutschi war.

## Geschichte
Das Dorf entstand aus einem in der sowjetischen Periode 1934 zum Zwecke der Sesshaftmachung der halbnomadisch lebenden tschuktschischen Bevölkerung eingerichteten „Kulturstützpunktes“ (russisch kultbasa), der sich unmittelbar bei der Mündung des Tschaun befand. In den 1950er-Jahren wurde der Ort an die heutige Stelle verlegt.
Rytkutschi gehört zu den Orten des Autonomen Kreises, deren Bausubstanz ab den 1990er-Jahren faktisch komplett erneuert wurde.

## Verkehr
Rytkutschi ist mit dem Rajonzentrum Pewek über eine 120 km lange Winterpiste verbunden, die dem Ostufer der Tschaunbucht folgt. In der eisfreien Zeit besteht Schiffs- und ganzjährig Hubschrauberverbindung.